# Ryanair-Flug 4978
Der Ryanair-Flug 4978 (Flugnummer FR4978, Rufzeichen RYR1TZ) war ein internationaler Linienflug von Athen (Griechenland) nach Vilnius (Litauen), bei dem eine Boeing 737 am 23. Mai 2021 kurz vor dem Einflug in den litauischen Luftraum durch belarussische Behörden unter Angaben einer erfundenen Bombendrohung flugstreckenverlängernd nach Minsk (Belarus) umgeleitet wurde. Nach der Landung wurden der an Bord befindliche regimekritische belarussische Journalist Raman Pratassewitsch, Mitgründer und ein ehemaliger Chefredakteur des Oppositionellen-Netzwerks Nexta, und seine russische Lebensgefährtin Sofia Sapega festgenommen.
Die internationale Zivilluftfahrtorganisation verurteilte in einem Bericht im Juli 2022 die erzwungene Landung als „illegalen Eingriff“ der belarussischen Regierung in die Luftfahrt.

## Flugverlauf
Das Flugzeug mit dem polnischen Kennzeichen SP-RSM startete am 23. Mai 2021 um 10:29 Uhr Ortszeit und damit etwa 19 Minuten verspätet vom Flughafen Athen-Eleftherios Venizelos. Sein Ziel war der Flughafen Vilnius mit einer geplanten Landung um 13:00 Uhr Ortszeit.
Um 12:30 Uhr Ortszeit erreichte die Boeing 737-800 den belarussischen Luftraum, wo die Piloten durch die belarussische Flugsicherung über eine angebliche Bombendrohung unterrichtet wurden. Nach belarussischen Angaben habe es Informationen zu möglichen Explosivstoffen an Bord gegeben. Der Flug wurde gegen 12:46 Uhr Ortszeit, kurz vor dem Einflug in den litauischen Luftraum, für eine angebliche Notlandung zum Nationalen Flughafen Minsk umdirigiert. Die Anweisung dafür soll Präsident Aljaksandr Lukaschenka selbst erteilt haben.
Nach Angaben der offiziellen staatlichen Nachrichtenagentur BelTA wurde das Flugzeug dabei auf Anordnung Lukaschenkas von einem bewaffneten belarussischen Kampfflugzeug des Typs MiG-29 begleitet. Berichten zufolge sollen die belarussischen Behörden mit dem Abschuss des zivilen Flugzeuges gedroht haben; Belarus bestätigte diese Berichte nicht.
Laut einer im Januar 2022 veröffentlichten Untersuchung der UNO-Zivilluftfahrtorganisation ICAO hat eine solche Abfang-Operation durch die belarussische Luftwaffe jedoch nie stattgefunden. Demnach startete zwar um 13:04 Uhr eine MiG-29 vom Militärstützpunkt Baranowitschi, aber zu diesem Zeitpunkt befand sich die Boeing bereits im Landeanflug auf Minsk, und als sie dort landete, war die MiG-29 noch immer 55 km entfernt.
Zum Zeitpunkt der Umlenkung um 12:46 Uhr Ortszeit war die Boeing 72 km vom Flughafen Vilnius und 30 km von der litauischen Grenze entfernt, von Minsk jedoch 183 km Luftlinie (bzw. 300 km Flugstrecke). Außerdem befand sie sich trotz dieser nur noch 72 km zum Ziel immer noch in Reiseflughöhe, obwohl Flugzeuge auf dieser Route normalerweise schon in 177 km Entfernung von Vilnius zum Sinkflug ansetzen. Um 12:48 Uhr Ortszeit sollen die Piloten laut Berichten einen Mayday-Notruf abgesetzt haben.
Um 13:21 Uhr Ortszeit landete das Flugzeug in Minsk. Der regimekritische Journalist Raman Pratassewitsch, der sich an Bord befand, wurde anschließend verhaftet. Auch die Studentin Sofia Sapega, Pratassewitschs Lebensgefährtin und russische Staatsbürgerin, wurde verhaftet. Im Gepäck der Passagiere fand sich kein Hinweis auf Sprengstoff.
Das Flugzeug hob um 20:47 Uhr Ortszeit wieder aus Minsk ab und erreichte den Zielflughafen Vilnius um 21:27 Uhr Ortszeit. Dies geschah vor dem Hintergrund zahlreicher Forderungen nach Freilassung des Flugzeuges und der Passagiere, unter anderem seitens der Premierministerin Litauens, Ingrida Šimonytė, und des EU-Außenbeauftragten Josep Borrell. Neben Pratassewitsch und seiner Lebensgefährtin traten vier weitere Passagiere, ein Belarusse und drei Russen, den Weiterflug nach Vilnius nicht an.

## Offizielle Darstellung von Belarus
Das belarussische Außenministerium verlas am Folgetag als vermeintlichen Beweis für die Bombendrohung ein Drohschreiben einer Gruppierung, die sich darin als „Soldaten der Hamas“ bezeichnete. In dem Schreiben wurde von Israel eine Waffenruhe im Israel-Gaza-Konflikt 2021 gefordert (obgleich diese bereits seit dem 21. Mai bestand), und dass sich die EU in dem Konflikt nicht mehr auf die Seite Israels stelle. Ansonsten würde eine Bombe in dem Flugzeug über Vilnius explodieren. Der Hamas-Sprecher Fawzi Barhoum bestritt jegliche Kenntnis und Beteiligung seiner Gruppierung.
Am 26. Mai 2021 wurden Bilder der vermeintlichen Bombendrohung veröffentlicht. Demnach sendete ein Benutzer mit dem angeblichen Namen Ahmed Yurlanov am 23. Mai 2021 um 12:57 Uhr, 11 Minuten nachdem der Flug umgeleitet wurde und etwa eine halbe Stunde nachdem die Piloten erstmals über die Bombendrohung informiert wurden, über den Schweizer Maildienst ProtonMail eine E-Mail an den Flughafen Minsk. Ein Sprecher von ProtonMail bestätigte, dass die Mail zu einem Zeitpunkt versendet worden sei, als das Flugzeug bereits umgeleitet worden war. Auch die Internationale Zivilluftfahrtorganisation hält in ihrem Zwischenbericht vom Januar 2022 fest, dass ausgehend von den Daten aus der Schweiz nur eine E-Mail an den Flughafen Minsk um circa 12:57 Uhr Ortszeit versendet worden ist. Die belarussischen Behörden behaupten, sie hätten die Nachricht um 12:25 Uhr Ortszeit erhalten, wobei sie den Ermittlern keine entsprechende E-Mail vorzeigen konnten.
Die russische Nachrichtenseite RBK veröffentlichte am 25. Mai ein angebliches Funkprotokoll über den Funkverkehr des Piloten mit der belarussischen Flugsicherung, dessen Echtheit bisher nicht von neutraler Seite bestätigt wurde.

## Verbleib von Pratassewitsch und Sofia Sapega
Über den Verbleib von Raman Pratassewitsch gab es zunächst keine Angaben. Presseberichten zufolge soll Sofia Sapega ins Okrestina-Gefängnis verbracht worden sein.
Am Abend des 24. Mai 2021 wurde in einem staatsnahen Nachrichtenkanal auf Telegram ein Video von Pratassewitsch veröffentlicht. In dem Video erklärt er, dass er sich im Untersuchungsgefängnis Nr. 1 in Minsk befinde. Er habe „keine Herzprobleme“ und befinde sich „bei guter Gesundheit“. Er erklärte, dass ihn die Wärter „respektvoll“ behandeln würden. Des Weiteren sagte er, dass er mit der Polizei kooperiere, und gestand bereits die in Belarus unter Strafe stehende „Organisation von Massenprotesten“. Auf seiner Stirn ist offenbar eine Verletzung zu sehen.
Am 25. Mai 2021 erschien ein ähnliches Video von Sofia Sapega. In dem Video gab sie an, den Telegram-Kanal Black Book of Belarus zu betreiben, welcher persönliche Informationen von belarussischen Sicherheitskräften veröffentlicht haben soll. Es erscheint wahrscheinlich, dass auch dieses Video unter Zwang entstand. Für sie wurden zunächst zwei Monate Untersuchungshaft angeordnet. Am 25. Juni 2021 wurden Pratassewitsch und Sofia Sapega in Hausarrest verlegt.
Am 6. Mai 2022 wurde Sapega von einem Gericht in Grodno (Belarus) zu 6 Jahren Haft und zur Zahlung von 167.500 Rubel verurteilt. Von der Anklage wurden ihr unter anderem  „Anstachelung zu sozialem Hass“ sowie „Gewalt gegen die Polizei“ vorgeworfen. Im Juni 2023 wurde Sapega begnadigt und konnte in ihr Heimatland Russland zurückkehren.
Am 3. Mai 2023 wurde Pratassewitsch zu 8 Jahren verschärfter Lagerhaft verurteilt, unter anderem wegen angeblicher Organisation von Massenunruhen, öffentlicher Aufrufe zu Terroranschlägen, der Führung einer extremistischen Organisation (als solche ist «Nexta» in Belarus eingestuft), der Verleumdung und Beleidigung des Präsidenten sowie weiterer, ungenannter Vergehen. Gleichzeitig wurden zwei Mitangeklagte in Abwesenheit, Szjapan Puzila, der Gründer von «Nexta», und Jan Rudik, ein weiterer leitender Redakteur des Kanals, zu Lagerhaftstrafen von 20 und 19 Jahren verurteilt. Allen warf die von der Politik abhängige Justiz die Planung einer Verschwörung zur gewaltsamen Machtergreifung vor. 19 Tage nach seiner Verurteilung wurde Pratassewitsch überraschend begnadigt. Eine Begründung wurde nicht genannt. Pratassewitsch wurde nach seiner Festnahme wiederholt im belarussischen Staatsfernsehen gezeigt, wo er sich von seiner oppositionellen Tätigkeit distanzierte. Angehörige gingen davon aus, dass er seine regierungsfreundlichen Aussagen in Haft unter Druck und Folter machte.

## Reaktionen

### Politische Reaktionen
Die Umleitung des Fluges nach Minsk und die Verhaftung von Pratassewitsch und Sanepa rief international zahlreiche kritische Reaktionen hervor.
Die litauische Regierung rief die anderen EU-Mitgliedstaaten auf, künftig den belarussischen Luftraum zu meiden und die Botschafter von Belarus einzubestellen, um gegen den Einsatz von Kampfflugzeugen zur Umleitung ziviler Linienflüge zu protestieren.
Auch Deutschland bestellte den belarussischen Botschafter Dsjanis Sidarenka ein. Die Präsidentin der Europäischen Kommission Ursula von der Leyen bezeichnete den Vorfall als „völlig inakzeptabel“, später auch als „Entführung“ und „Angriff auf die Demokratie und die europäische Souveränität“:

„Belarus nutzte seine Kontrolle über seinen Luftraum, um eine staatlich gesteuerte Entführung durchzuführen. Daher kann die Sicherheit von Flügen durch den belarussischen Luftraum nicht mehr gewährleistet werden, und der Rat wird Maßnahmen ergreifen, um das Überfliegen des Luftraums der EU und den Zugang zu EU-Flughäfen für belarussische Flugzeuge zu verbieten.“

EU-Ratspräsident Charles Michel forderte die belarussische Regierung auf, den Verhafteten unverzüglich freizulassen, und kündigte an, dass der Vorfall „nicht ohne Folgen“ bleiben werde.
NATO-Generalsekretär Jens Stoltenberg äußerte sich ähnlich kritisch und der polnische Ministerpräsident Mateusz Morawiecki nannte den Vorfall einen „Akt des Staatsterrorismus“. Der irische Außenminister Simon Coveney ordnete den Vorfall, genauso wie sein griechischer Amtskollege, als „staatlich gedeckte Luftpiraterie“ ein.
Die belarussische Oppositionelle Swjatlana Zichanouskaja verurteilte das Vorgehen und erklärte, dass Pratassewitsch nach seiner Verhaftung die Todesstrafe drohe.
Bundeskanzlerin Angela Merkel bezeichnete das Video mit Pratassewitsch als „erschütternd“; er müsse unverzüglich freigelassen werden.
In einer Sitzung des Europäischen Rates am 24. Mai 2021 verurteilten alle 27 europäischen Staats- und Regierungschefs das Vorgehen des belarussischen Regimes und beschlossen Sanktionen.
Marija Sacharowa, die Pressesprecherin des Außenministeriums der Russischen Föderation, nannte es schockierend, dass der Westen diesen Vorfall schockierend nenne. Sie führte weiter aus, dass das Internet voll sei von „Beispielen gewaltsamer Entführungen, erzwungenen Landungen und illegalen Festnahmen“, die sich „die Hüter der Ordnung und Moral im Westen“ geleistet hätten. Sie nannte die erzwungene Landung von Evo Morales 2013 in Österreich sowie die Belavia-Maschine 2016 in der Ukraine. Warum die angeblichen Übeltaten anderer eine Begründung für ähnliche Taten seitens Belarus seien, führte sie nicht aus. Russland ist ein enger Verbündeter des autoritären Lukaschenko-Regimes.

### Reaktionen aus der Luftfahrt / Untersuchungsbericht
Die Internationale Zivilluftfahrtorganisation (ICAO) zeigte sich besorgt über die „offenbar erzwungene Landung“, die „einen Verstoß gegen die Chicago-Konvention darstellen“ könnte.
Ryanair verurteilte die Aktionen durch Belarus als „ungesetzlich“ sowie als einen „Akt der Luftpiraterie“ und stellte daraufhin alle Flugbewegungen über Belarus ein.
Am 18. Januar 2022 übermittelte die ICAO ihren Mitgliedsstaaten einen Zwischenbericht zur Untersuchung zu diesem Vorfall, der sowohl eine Darstellung des ermittelbaren Ablaufs und sich daraus ergebende Schlussfolgerungen enthält als auch darlegt, welche Fragen und Abläufe bislang nicht geklärt werden konnten. Dieser Unfallbericht wurde zwar nicht veröffentlicht, aber The Aviation Herald, ein weltweit anerkanntes Online-Portal über Zwischenfälle in der Luftfahrt, konnte eine Kopie dieses Berichts erhalten und veröffentlichte eine Zusammenfassung sowie etliche Aussagen dieses Berichts.
Im Juli 2022 folgte der Schlussbericht des ICAO, der sich auf neue Informationen und Material stützt, die nach der ersten Prüfung des Berichts durch den ICAO-Rat im Januar 2022 vorgelegt wurden, sowie auf ein Interview und Tonaufnahmen des für den Flug zuständigen Fluglotsen in Minsk.

## Folgen

### Sperrung und Meiden des belarussischen Luftraumes
Infolge des Vorfalls gab die litauische Regierung am 24. Mai 2021 bekannt, dass Flugzeuge, die über Belarus fliegen, ab dem Folgetag um 3 Uhr Ortszeit nicht mehr in Litauen starten und landen dürfen. Damit sperrte der erste EU-Mitgliedstaat den belarussischen Luftraum.
Die lettische Fluggesellschaft Air Baltic erklärte, den belarussischen Luftraum bis auf Weiteres zu meiden. Diverse andere europäische Airlines, wie die Lufthansa und deren Tochtergesellschaften sowie Swiss, LOT und Wizz Air, schlossen sich am Tag nach der Entführung diesem Vorgehen an.
Die britische Zivilluftverkehrsbehörde CAA hat Fluggesellschaften angeraten, den belarussischen Luftraum zu meiden. Der Europäische Rat einigte sich am selben Tag darauf, dass die EU-Mitgliedstaaten ebenfalls derartige Aufforderungen an Fluggesellschaften herausgeben.
Russland untersagte daraufhin Flugroutenänderungen und verweigerte u. a. Flugzeugen von Air France und Austrian Airlines mit dem Ziel Moskau den Einflug in den russischen Luftraum, weil diese den belarussischen Luftraum gemieden hatten.

### Sanktionen gegen Belarus
Am 24. Mai 2021 hat die britische Regierung allen belarussischen Fluggesellschaften die Betriebserlaubnis entzogen. Die EU folgte diesem Vorgehen nach den Beratungen des Europäischen Rates. Den Fluggesellschaften soll auch der Überflug im Luftraum der EU-Mitgliedstaaten verboten werden. Besonders betroffen von diesen Flugverboten ist die staatliche belarussische Belavia, welche regelmäßige Linienflüge in das Vereinigte Königreich und die Europäische Union anbot, u. a. dreimal wöchentlich nach London.
Zusätzlich hat die Europäische Union Wirtschaftssanktionen gegen Belarus angekündigt. Der Europäische Rat beauftragte den EU-Außenbeauftragten Josep Borrell, Vorschläge zu Wirtschaftssanktionen zu machen. Darüber sollten dann die EU-Außenminister am Mittwoch, dem 26. Mai 2021, bei einem informellen Treffen in Lissabon beraten. Investitionen in Höhe von rund drei Milliarden Euro wurden gestoppt. Die Liste von Personen, gegen die ein Einreiseverbot in die EU gilt und deren Vermögen gesperrt wird, soll erweitert werden.

### Sonstige Folgen

Flagge von Belarus im Zeitraum 1917–1919 und 1991–1995

Als Reaktion auf den Zwischenfall des Ryanair-Flugs tauschte Lettland als Gastgeber der Eishockey-Weltmeisterschaft der Herren 2021 die rot-grüne Flagge von Belarus gegen die belarussische Flagge mit weiß-rot-weißen Farben, welche von der belarussischen Opposition verwendet wird, aus. Daraufhin verwies Belarus alle lettischen Diplomaten des Landes. Als Gegenreaktion verwies Lettland alle belarussischen Diplomaten des Landes.
Der Bund Deutscher Radfahrer sagte infolge der Ereignisse seine Teilnahme an den UEC-Bahn-Europameisterschaften 2021 im belarussischen Minsk ab. Der europäische Radsportverband UEC erwog eine Verlegung des Wettbewerbs. Am 27. Mai 2021 beschloss die UEC, die Europameisterschaften in Minsk abzusagen.
In den USA wurde gegen vier belarussische Regierungsbeamte Anklage wegen „Verschwörung zur Luftpiraterie“ erhoben; es waren auch vier US-amerikanische Staatsangehörige an Bord gewesen. Die Beschuldigten hielten sich zum Zeitpunkt der Anklage in Belarus auf.

## Weiterer Zwischenfall

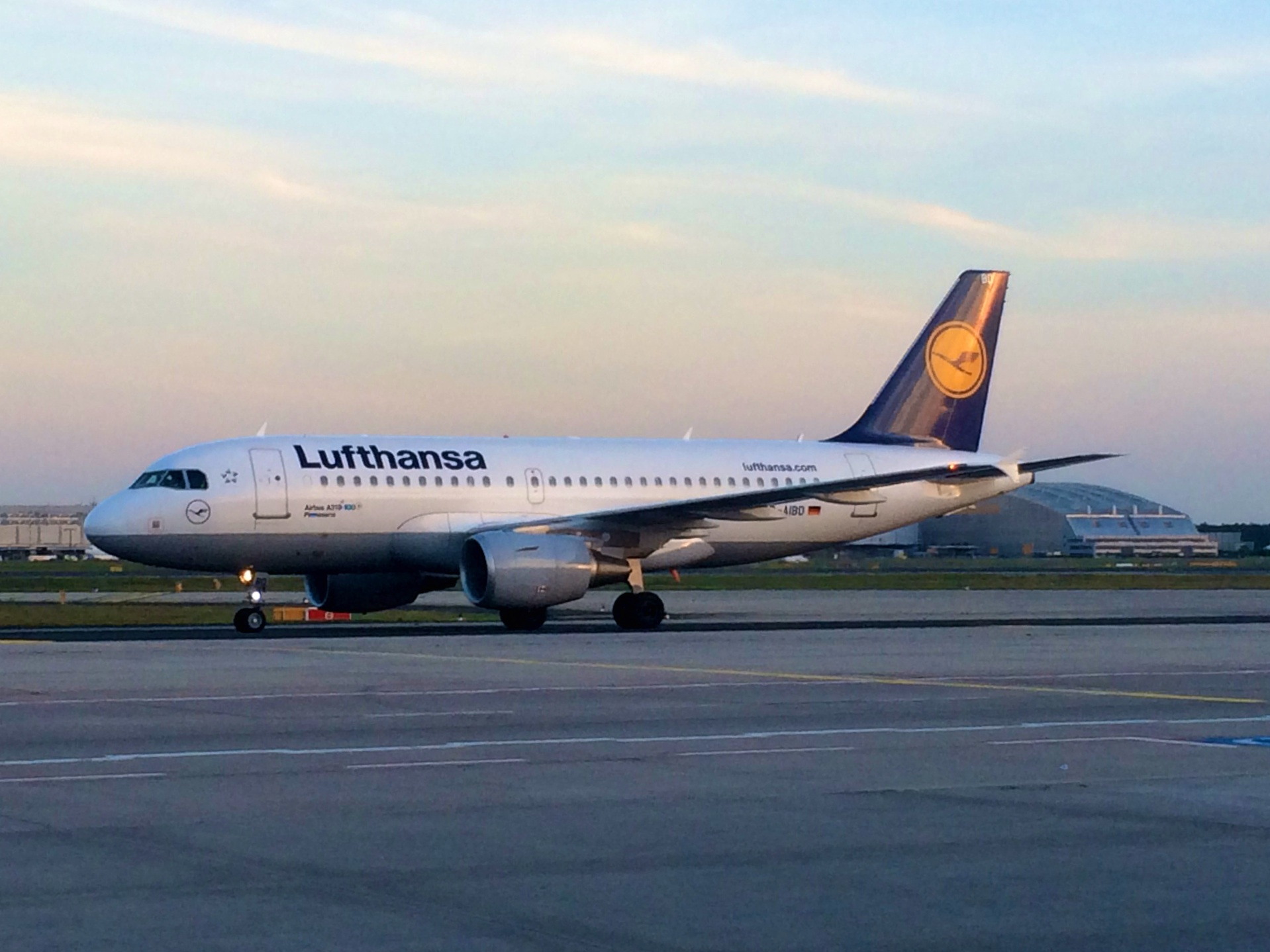
Der Airbus A319 im Mai 2014 auf dem Flughafen Frankfurt Main

Am 24. Mai 2021, einen Tag nach der Entführung der Ryanair-Maschine, wurde das Boarding des Lufthansa-Flugs 1487, eines Airbus A319-112 mit dem deutschen Kennzeichen D-AIBD, von Minsk nach Frankfurt aufgrund einer angeblichen, erneuten Bombendrohung unterbrochen. Die belarussischen Behörden untersuchten anschließend das Flugzeug, alle 46 Passagiere und die fünfköpfige Crew. Das Flugzeug startete mit zweistündiger Verspätung und allen Passagieren und Crewmitgliedern.